# 대한민국 문화재보호법
문화재보호법(大韓民國 文化財保護法)은 대한민국의 문화재보호에 관한 법률이다.

## 역사
1961년 12월 27일 최고회의 제93차 상임위원회에서 통과되었다. 총 7장 3호 부칙 3항으로 구성되었으며, 문화재의 보호관리 및 활용을 위한 문교부 장관의 자문기관으로 문교부에 문화재위원회를 둘 것을 규정하고 있으며, 문화재는 유형문화재와 무형문화재, 기념물, 민속자료 네 종으로 정하고 이 중에서 문화재위원회가 선정하여 정문화재로 지정보호하는 법률로 제정되었다. 이 법률은 1962년 1월 10일 공포되었다.

## 종류
1961년 처음 제정 시 이 법률에서 정의한 각각의 문화재는 다음과 같다.
- 유형문화재
  - 건조물
  - 고문서 등
- 무형문화재
  - 연극, 음악
- 기념물
  - 구총, 고분
- 민속자료
  - 풍속습관
  - 이에 사용되는 의복, 기구 등

## 같이 보기
- 대한민국의 문화재